# Ernest Ellis Clark

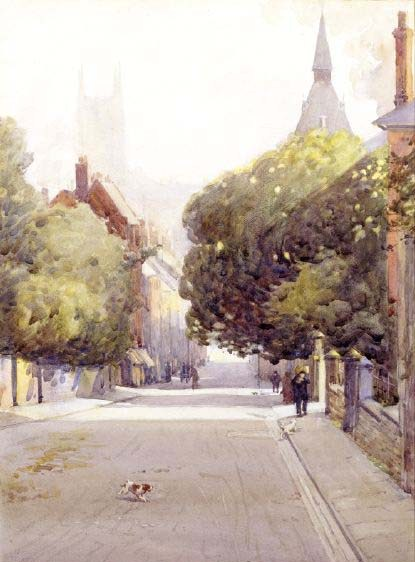
Clarkův obraz Green Street

Ernest Ellis Clark (1869? – 1932) byl malíř pocházející z anglického města Derby. Pracoval pro derbskou porcelánku a tři jeho malby se nyní nacházejí v Derbském muzeu a galerii.

## Biografie
Clark se narodil pravděpodobně roku 1869 v Derby, kde po dostudování umění začal pracovat pro porcelánku. Později se na Derbské škole umění stal uměleckým instruktorem a nakonec i mistrem umění. Za své malby získal několik ocenění. Během první světové války sloužil v Royal Field Artillery. Pro studenty umění napsal knihu o designu založeném na přírodě. Tři jeho obrazy daroval Derbskému muzeu sběratel Alfred E. Goodey. Na pravé straně obrazu ulice Green Street v Derby je namalována umělecká škola, kde Clark učil. Obraz pochází z doby tři roky před vybudováním divadla Hippodrome. Ernest Ellis Clark zemřel v Derby roku 1932, ve věku 63 let.